# Football Glory
Football Glory est un jeu vidéo de football de 1994 développé par Croteam et édité par Black Legend (en). Le jeu consiste à des matchs de football où les joueurs peuvent effectuer divers mouvements, notamment des tacles et des bicyclettes. Le terrain est occasionnellement envahi par des chiens, des trafiquants, des hooligans et des policiers.

## Système de jeu
Football Glory est un jeu de football qui se joue de haut en bas, dans un style similaire à celui de Sensible Soccer,. Les deux équipes adverses sont contrôlées soit par deux joueurs, soit par un joueur et une intelligence artificielle (IA),. Un joueur seul peut s'entraîner contre l'IA grâce à plusieurs modes d'entraînement.